# Inducție electromagnetică

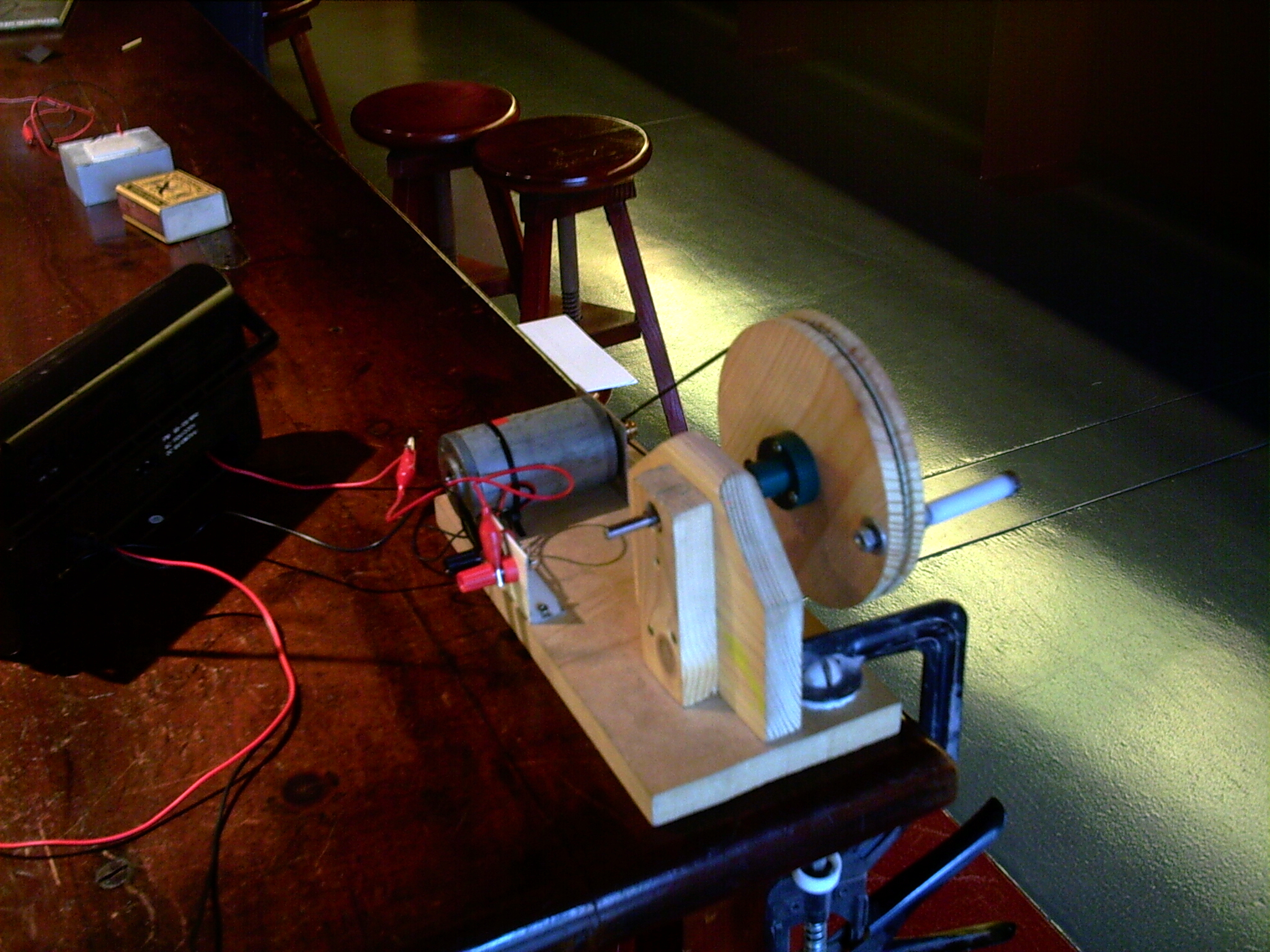
Generator electric

Inducția electromagnetică este fenomenul care constă în apariția unei tensiuni electromotoare într-un circuit electric, datorită variației în timp a fluxului magnetic (numit inductor) care străbate conturul circuitului.
Intensitatea de producere a fenomenului depinde de mărimea inductanței circuitului.
În cazul inducției proprii, fluxul magnetic inductor este creat de curentul electric ce trece prin circuitul respectiv; dacă acest flux este creat de curentul electric care trece prin alte circuite, fenomenul poartă numele de inducție mutuală.
Legătura dintre fenomenele electrice și cele magnetice a fost observată pentru prima oară de Hans Christian Ørsted în 1820, care a constatat devierea acului magnetic în apropierea unui conductor parcurs de curent electric.
Fenomenul de inducție electromagnetică este descris matematic de legea inducției electromagnetice, formulată de Michael Faraday în 1831.
Acesta a efectuat un experiment (numit ulterior experimentul lui Faraday) utilizând un dispozitiv format dintr-un inel de fier pe care sunt înfășurate două bobine.
Una dintre înfășurători este conectată la un galvanometru, iar cealaltă la o sursă de curent continuu.
La închiderea sau deschiderea circuitului de curent continuu , are loc o variație a fluxului magnetic în bobina conectată la sursa de curent.
Galvanometrul indică apariția unui curent electric variabil și în cealaltă bobină.
Sensul curentului indus este dat de regula mâinii drepte.
Acest curent este astfel orientat, încât fluxul său magnetic se opune variației fluxului inductor (regula lui Lenz), iar tensiunea electromotoare indusă ℰ este proporțională cu viteza {\displaystyle {\frac {\mathrm {d} {\mathit {\Phi }}}{\mathrm {d} {\mathit {t}}}}} a acestei variații:
{\displaystyle {\mathcal {E}}=-{\frac {\mathrm {d} {\mathit {\Phi }}}{\mathrm {d} {\mathit {t}}}}.}
(expresia matematică diferențială a legii lui Faraday)
Variația fluxului magnetic se poate datora:
- variației locale a inducției magnetice (la transformatoare);
- mișcării conturului parcurs de curent într-o direcție care intersectează linii de câmp magnetic (la generatoare și motoare electrice).

## Aplicații practice în viața de zi cu zi
Inducția electromagnetică este un fenomen fizic fundamental cu o gamă largă de aplicații practice în viața noastră de zi cu zi. Iată câteva dintre cele mai importante:
- Plita cu inducție: Funcționează pe principiul inducției electromagnetice, încălzind direct vasele metalice fără a încălzi suprafața plitei, ceea ce o face mai eficientă și mai sigură.
- Încărcătoare wireless: Telefoanele mobile și alte dispozitive pot fi încărcate fără fir, folosind principiul inducției electromagnetice.
- Carduri de credit/debit: Banda magnetică de pe aceste carduri stochează informații care pot fi citite prin inducție electromagnetică.
- Microfoane dinamice: Convertesc vibrațiile sonore în semnale electrice prin inducție electromagnetică.
- Chitare electrice: Utilizează pickup-uri care captează vibrațiile corzilor și le transformă în semnale electrice prin inducție.